# Bob Burden
Pour les articles homonymes, voir Burden.
Bob Burden (né en 1952 à Buffalo) est un scénariste de bande dessinée américain, principalement connu pour ses comic books Mystery Men et Flaming Carrot Comics.

## Récompenses
- 1988 : Prix Eisner du meilleur numéro (Best Single Inssue) pour Gumby Summer Fun Special n°1 (dessin d'Arthur Adams)
- 1990 : Prix Inkpot
- 2007 : Prix Eisner de la meilleure publication humoristique pour Flaming Carrot Comics
- 2007 : Prix Eisner de la meilleure publication pour enfants pour Gumby (avec Rick Geary)